# Redl-Zipf
Redl-Zipf was een concentratiekamp tijdens de Tweede Wereldoorlog en een van de nevenkampen van concentratiekamp Mauthausen in Neukirchen an der Vöckla in Oostenrijk. Als Konzentrationslager werd het kamp voornamelijk gebruikt voor de productie van V2-raketten en vals geld.
Alfabetisch op naam.  Indien een kamp meerdere rollen had, staat het in de "hoogste" groep.
Zie ook: Lijst van naziconcentratiekampen · Jappenkampen in Nederlands-Indië · Lijst van jappenkampen